# Dia internacional de conscienciació sobre l'albinisme
El Dia Internacional de Conscienciació sobre l'Albinisme se celebra anualment el 13 de juny per celebrar els drets humans de les persones amb albinisme a tot el món.

## Història
Cap a mitjans de la dècada del 2000, van aflorar públicament un nombre creixent d'atacs violents i assassinats de persones amb albinisme a Tanzània. Molts informes indiquen que els autors atribueixen poders màgics als cossos de persones amb albinisme, motivant a utilitzar-los per a rituals ocults. Fins al 2015, els autors van matar més de 70 persones i van fer mal a moltes més. En resposta a aquest fet, la Societat d'Albinisme de Tanzània (TAS) i altres ONG van començar a fer una campanya pels drets humans de les persones amb albinisme. La TAS va celebrar el primer Dia dels Albins el 4 de maig de 2006. A partir de 2009 es va convertir en el Dia Nacional de l'Albinisme.
A nivell internacional, l'ONG canadenca Under the Same Sun (UTSS) es va unir al desaparegut ambaixador de la Missió de Somàlia a les Nacions Unides (ONU), Yusuf Mohamed Ismail Bari-Bari, en el seu esforç per aprovar una resolució que promogués i protegís els drets de les persones amb albinisme. Aquesta resolució es va produir quan el Consell de Drets Humans, el 13 de juny de 2013, va adoptar la primera resolució sobre l'albinisme. Posteriorment, en la seva resolució 26/10 del 26 de juny de 2014, el Consell de Drets Humans va recomanar que l'Assemblea General de les Nacions Unides proclamés el 13 de juny com a Dia Internacional de Conscienciació sobre l'Albinisme. L'Assemblea General de l'ONU, doncs, va adoptar el 18 de desembre de 2014 la resolució 69/170 per proclamar, amb efectes a partir de 2015, el 13 de juny com a Dia Internacional de Conscienciació sobre l'Albinisme. La data escollida recorda la primera resolució de l'ONU que es va aprovar el 13 de juny d'un any abans. L'IAAD se celebra arreu del món des de Tanzània, fins a l'Argentina, passant pel Senegal, Fiji, França, el Regne Unit o Namíbia.

### Lemes anuals
Cada any s'escull un tema per marcar el to de les celebracions. Fins ara, han estat els següents:
| Curs | Tema                                                                     |
| ---- | ------------------------------------------------------------------------ |
| 2016 | Celebrar la diversitat; promoure la inclusió; protegir els nostres drets |
| 2017 | Avançar amb esperança renovada                                           |
| 2018 | Fer brillar la nostra llum al món                                        |
| 2019 | Encara som forts                                                         |
| 2020 | Fet per brillar                                                          |
| 2021 | Força més enllà de totes les probabilitats                               |
| 2022 | Units per fer sentir la nostra veu                                       |

1. ↑   , 24-07-2008.
2. ↑  Burke, Jean; Kaijage, Theresa J.; John-Langba, Johannes Ethics and Social Welfare, 8, 2, 2014, pàg. 117–134. DOI: 10.1080/17496535.2014.895398.
3. 1 2 3  Ager, Susan. «Awareness Day Seeks to End Abuses Against Albinos». National Geographic, 13-06-2015. Arxivat de l'original el 19 desembre 2010. [Consulta: 26 novembre 2018].
4. ↑   , 18-02-2015.
5. ↑  Brocco, Giorgio. «People with Albinism and Humanitarian NGOs in Tanzania: Identities between Local and Global Worlds». medizinethnologie.net, 07-06-2015. [Consulta: 17 juny 2015].
6. ↑  Awami, Sammy. «INSIGHT: 'People with albinism need legal protection'». The Citizen, 17-05-2014. [Consulta: 27 novembre 2018].
7. ↑  n.a.. «History of International Albinism Awareness Day».   National Organization of Albinism and Hypopigmentation (NOAH), n.d.. [Consulta: 26 octubre 2018].
8. ↑  «23/13. Attacks and discrimination against persons with albinism».   Human Rights Council of the United Nations, 24-06-2013. [Consulta: 26 octubre 2018].
9. ↑  «26/10 International Albinism Awareness Day».   Human Rights Council of the United Nations, 14-07-2014. [Consulta: 28 novembre 2018].
10. ↑  «Resolution 69/170 on International Albinism Day».   General Assembly of the United Nations, 12-02-2015. [Consulta: 26 octubre 2018].
11. ↑  n.a.. «Human Rights body calls for unity in defending rights of people living with albinism». The Citizen, 13-06-2017. [Consulta: 27 novembre 2018].
12. ↑  n.a.. «History of International Albinism Awareness Day».   National Organization of Albinism and Hypopigmentation (NOAH), n.d.. [Consulta: 26 octubre 2018].
13. ↑  Mwalimu, Saumu. «Song on people with albinism moves JK to tears in Arusha». The Citizen, 14-06-2015. [Consulta: 30 novembre 2018].
14. ↑  Martín, Gabriela. «13 de juny: Día Internacional de la sensibilización sobre el albinismo». Día a Día, 11-06-2016. [Consulta: 26 novembre 2018].
15. ↑   «Pictures of the Day: 14 June 2018». , 14-06-2018.
16. ↑  n.a.. «Albinism Awareness Day to address stigmatization». Fiji Broadcasting Corporation, 03-06-2018. Arxivat de l'original el 2019-09-02. [Consulta: 26 novembre 2018].
17. ↑  Hédon, Claire. «Journée internationale de sensibilisation à l'albinisme». Radio France Internationale, 13-06-2016. [Consulta: 26 novembre 2018].
18. 1 2  Renton «'Look at her hair' – I wish albinism didn't make people stare». , 13-06-2016.
19. ↑  n.a.. «International Albinism Awareness Day: Cancer, Not Discrimination, Threatens Namibian Albinos». African News Network, 14-06-2018. Arxivat de l'original el 7 de gener 2019. [Consulta: 26 novembre 2018].
20. ↑  n.a.. «International Albinism Awareness day 2017». Albinism in Africa, 21-07-2017. Arxivat de l'original el 10 de gener 2021. [Consulta: 28 octubre 2018].
21. ↑  n.a.. «International Albinism Awareness Day, 13 June 2018».   Office of the United Nations High Commissioner for Human Rights, 11-06-2018. [Consulta: 28 octubre 2018].
22. ↑  n.a.. «International Albinism Awareness Day, 13 June 2019».   International Albinism Awareness Day, n.d.. Arxivat de l'original el 13 de juny 2020. [Consulta: 13 juny 2020].
23. ↑  n.a.. «International Albinism Awareness Day».   International Albinism Awareess Day, n.d.. Arxivat de l'original el de juny 12, 2020. [Consulta: 14 juny 2020].
24. ↑   , 13-06-2021 [Consulta: 3 agost 2021].